# Guitar Hero: World Tour
Guitar Hero: World Tour (aussi appelé Guitar Hero 4) est un jeu vidéo de rythme, édité par Activision Blizzard et sorti sur PlayStation 2, PlayStation 3, Wii, Xbox 360, Microsoft Windows et Mac OS X. C'est la suite directe de la lignée des Guitar Hero après Guitar Hero 3: Legends of Rock.

## Système de jeu
En plus des habituelles manettes en forme de guitare, Guitar Hero : World Tour propose aux joueurs un micro et une réplique de batterie.
Ce choix est une réponse directe à Rock Band (développé par le studio Harmonix, studio de développement de la série avant qu'elle ne soit reprise par le studio Neversoft, depuis Guitar Hero 3: Legends of Rock).
Au chapitre des nouveautés, la guitare possède une zone de "slide" permettant d'ajouter des effets. 
Quant à la batterie, elle a des capteurs qui transmettent la force de la frappe, ce qui ajoute beaucoup de finesse au jeu.
Le jeu propose également des options de personnalisation avancées, notamment pour les personnages (création de son propre personnage). De même, il est possible de personnaliser ses instruments et de créer ses propres titres musicaux (jusqu'à 100) via un éditeur et d'en faire profiter la communauté. Cependant, il n'est pas possible de publier plus de 5 morceaux par utilisateur. Il est cependant possible d'en télécharger jusqu'à 200.
Au niveau des personnages, en plus des habituels de la série, on retrouve Ted Nugent et Zakk Wylde (Black Label Society) à la guitare, Sting au chant et à la basse, Billy Corgan (The Smashing Pumpkins, Zwan) et Jimi Hendrix au chant et à la guitare, Ozzy Osbourne (Black Sabbath) et Hayley Williams (Paramore) au chant ainsi que Travis Barker (Blink 182, +44) à la batterie. Pour la version Wii, l'utilisation des Mii est possible seulement dans le mode Freestyle Mii.
La sortie Américaine a eu lieu le 27 octobre et le 7 novembre 2008 dans le reste du monde sur Wii, PS2, PS3, PC, Téléphone Portable et Xbox360.

## Instruments
La Guitare
RedOctane a élaboré une nouvelle guitare plus ergonomique, avec cinq nouvelles touches tactiles juste en dessous des cinq boutons sur le manche de la guitare pour faciliter les solos. Aussi, la guitare aura un "Whammy bar" et un "Strum bar" plus long et plus silencieux. Le bouton de sélection, qui sert à activer le Star Power, a été redessiné pour en faciliter l'accès. La guitare de la Wii possède comme pour la version de Guitar Hero 3 un emplacement pour y mettre la Wiimote. Quant à son apparence, elle est similaire à une guitare de type stratocaster sunburst, les boutons start et power sont situés à l'emplacement du chevalet.
La Basse
La basse se joue avec le même contrôleur que celui de la guitare, comme dans certains des précédents opus. Cependant, une touche permet de jouer des notes "à vide" afin d'augmenter la difficulté et l'intérêt du jeu jugé dans les précédents jeux trop répétitif et limité. Cette note est appelée la note ouverte en basse et est représentée par une ligne mauve horizontale.
La Batterie
La batterie de Guitar Hero: World Tour comprend deux cymbales ajustables, 3 tambours et une pédale de basse. Enregistrant la force des coups, cette batterie accroît encore plus le réalisme (Ex: Plus vous tapez fort, plus le son retranscrit sera fort). Les pads ont un meilleur rebond. La promesse d'Activision qui avait assuré que la batterie serait moins bruyante que chez la concurrence, a été parfaitement tenue. En effet, la batterie de Guitar Hero: World Tour étant en caoutchouc, est bien plus silencieuse que celle faite de plastique de Rock Band.
La batterie possède une fente pour la Wiimote située en dessous du tambour central.
Le Micro
Le microphone, quant à lui, reste tout à fait basique mais est tout de même indispensable à la création d'un groupe. Le micro se connecte via le port USB et non pas sans-fil. N'importe quel autre micro USB peut être utilisé. Le micro de Rock Band fonctionne aussi. Lors de l'utilisation du micro un contrôleur standard est nécessaire pour naviguer dans le menu, choisir la difficulté ou encore mettre le jeu en pause.
La Wiimote et les accessoires
La Wiimote offre des possibilités très intéressantes pour les accessoires mais peut poser un inconvénient. Environ 50 % des possesseurs de Wii possèdent deux Wiimotes. Chaque instrument requiert sa propre Wiimote. Pour jouer à quatre vous devez donc posséder quatre Wiimotes. Nintendo cherche d’ores et déjà une solution qui pourrait consister en seulement trois Wiimotes pour jouer à quatre.

### Compatibilité des instruments
Pour la console Nintendo Wii :
La version pour la Wii supporte les versions précédentes de guitare, par contre les guitares de Rock Band ne sont pas reconnues par le jeu. Le controleur de batterie de Rock Band 2 ne fonctionne pas, malgré ce qui peut être indiqué dans plusieurs sites. Les micros génériques et de Rock Band sont reconnus par le jeu.

## Mode «face-à-face»
Le mode face-à-face permet à deux joueurs disposant du même instrument de s'affronter. Mais il y a un plus: des objets viennent s'ajouter. ils sont plus ou moins puissants mais si le morceau se finit et que personne ne perd, le morceau recommence avec vitesse +50 % et puissance objets +100 %.
Voici ceux de la guitare :
Corde cassée : une de vos frettes s'élève, il faut appuyer dessus pour la faire refonctionner.
Surcharge : la partition bouge et les notes clignotent.
Mines : des notes grises apparaissent, il ne faut pas les jouer.
Option gaucher/standard : votre option change quelques instants.
Vibrato : il faut bouger le vibrato pour continuer à jouer.
Plus difficile : vous montez d'un niveau de difficulté.
Doubles notes : vos notes sont doublées de la note juste à côté.
Vol d'attaque : vous prenez l'attaque de votre adversaire.

## Liste des chansons
- 311 - Beautiful Disaster
- Airbourne - Too Much Too Young Too Fast
- The Allman Brothers Band - Ramblin' Man
- Anouk - Good God
- The Answer - Never Too Late
- At The Drive-In - One Armed Scissor
- The Beastie Boys - No Sleep Till Brooklyn
- Beatsteaks - Hail to the Freaks
- Billy Idol - Rebel Yell
- Black Label Society - Stillborn
- Black Rebel Motorcycle Club - Weapon of Choice
- Blink 182 - Dammit
- Blondie - One Way or Another
- Bob Seger & The Silver Bullet Band - Hollywood Nights
- Bon Jovi - Livin’ On A Prayer
- Bullet for My Valentine - Scream Aim Fire
- Coldplay - Shiver
- Creedence Clearwater Revival - Up Around The Bend
- The Cult - Love Removal Machine
- Dinosaur Jr. - Feel The Pain
- The Doors - Love Me Two Times
- Dream Theater - Pull Me Under
- The Eagles - Hotel California
- The Enemy - Aggro
- Filter - Hey Man, Nice Shot
- Fleetwood Mac - Go Your Own Way
- Foo Fighters - Everlong
- The Guess Who - American Woman
- HushPuppies - You're Gonna Say Yeah!
- Interpol - Obstacle 1
- Jane's Addiction - Mountain Song
- Jimi Hendrix - Purple Haze (Live)
- Jimi Hendrix - The Wind Cries Mary
- Jimmy Eat World - The Middle
- Joe Satriani - Satch Boogie
- Kent - Vinternoll2
- Korn - Freak On A Leash
- Lacuna Coil - Our Truth
- Lenny Kravitz - Are You Gonna Go My Way
- Linkin Park - What I've Done
- The Living End - Prisoner of Society
- Los Lobos - La Bamba
- Lostprophets - Rooftops (A Liberation Broadcast)
- Lynyrd Skynyrd - Sweet Home Alabama (Live)
- Mars Volta - L'Via L'Viaquez
- MC5 - Kick Out The Jams
- Metallica - Trapped Under Ice
- Michael Jackson - Beat It
- Modest Mouse - Float On
- Motörhead - Overkill
- Muse - Assassin
- Negramaro - Nuvole e Lenzuola
- Nirvana - About a Girl (Unplugged)
- No Doubt - Spiderwebs
- NOFX - Soul Doubt
- Oasis - Some Might Say
- Ozzy Osbourne - Crazy Train
- Ozzy Osbourne - Mr. Crowley
- Paramore - Misery Business
- Pat Benatar - Heartbreaker
- R.E.M. - The One I Love
- Radio Futura - Escuela De Calor
- Rise Against - Re-Education Through Labor
- The Sex Pistols - Pretty Vacant
- Silversun Pickups - Lazy Eye
- Smashing Pumpkins - Today
- Steely Dan - Do It Again
- Steve Miller Band - The Joker
- Sting - Demolition Man (Live)
- The Stone Roses - Love Spreads
- Stuck in the Sound - Toy Boy
- Sublime - Santeria
- Survivor - Eye of the Tiger
- System of a Down - B.Y.O.B.
- Ted Nugent - Stranglehold
- Enregistrement original de Ted Nugent pour le Choc des guitares
- Thirty Seconds to Mars - The Kill
- Tokio Hotel - Monsoon
- Tool - Parabola
- Tool - Schism
- Tool - Vicarious
- Trust - Antisocial
- Van Halen - Hot For Teacher
- Willie Nelson - On The Road Again
- Wings - Band on the Run
- Enregistrement original de Zakk Wylde pour le Choc des guitares

## Chansons personnalisables
Le "Studio avancé" permet la création de nouvelles musiques, et est similaire au logiciel Apple GarageBand. Les chansons peuvent être créées en temps réel... C'est-à-dire que le joueur joue d'un instrument (Guitare, Batterie) et ce qu'il joue lui apparait directement à l'écran. L'autre moyen pour créer des chansons est de placer les notes une à une sur le tapis de notes. La difficulté par défaut lorsque vous créez une chanson est expert, pour les autres difficultés le jeu se chargera lui-même de placer les notes!
Les chansons personnalisées peuvent être téléchargées et mises en ligne via le "GH Tunes". C'est un service qui est utilisé pour permettre à d'autres joueurs de noter leurs chansons. Le "GH Tunes" propose également un système de recherche et de téléchargement de titres provenant d'autres joueurs. Neversoft offre à quelques-uns des meilleurs utilisateurs de travailler aux côtés d'artistes populaires sur leurs nouvelles chansons. Les joueurs ne sont en mesure de transférer que cinq chansons sur le "GH Tunes" au début, mais les joueurs qui auront une cote plus élevée pourront acquérir la possibilité d'en transférer d'autres. Les joueurs sur PlayStation 2 ont accès au système de création de chansons, mais ne peuvent pas utiliser le "GH Tunes".
Un séquenceur midi est aussi au programme, ce qui permet d'importer des morceaux au format MIDI depuis un PC vers une PS3 en séparant pistes de chant, de batterie, de guitare rythmique, de guitare solo et de basse. Sur Xbox 360 même chose mais sans le chant et sans les guitares non plus.

## Contenu téléchargeable
En plus des chansons déjà présentes dans le jeu, les possesseurs de Xbox 360, PlayStation 3 et Wii sont en mesure de télécharger de nouvelles chansons. C'est le premier jeu dans la série Guitar Hero qui supporte la fonctionnalité de téléchargement sur la Wii. Les utilisateurs sont capables de stocker des chansons téléchargées sur la Wii, soit dans la mémoire interne soit sur une carte SD dans "Rock Archives". Cependant, même si le port de carte SD de la Wii est limité à 32 Go, seules les cartes SD de 2 Go maximum sont acceptées dans le jeu. Cela permet quand même de stocker environ 100 chansons d'une taille moyenne de 20 Mo. Notons que pour la version Wii les titres sont uniquement téléchargeables à l'unité et coûtent des points.